# Цілий тон
Цілий тон — музичний інтервал, міра висотних співвідношень. В нетемперованому строї розрізняють великий тон із співвідношенням частот 8:9 (наприклад співвідношення між нотами до—ре в тональності до-мажор) та малий тон із співвідношенням частот 9:10 (наприклад співвідношення між нотами ре—мі в тональності до-мажор). В рівномірно темперованому строї — 1/6 октави, що відповідає співвідношенню частот {\displaystyle 1:2^{2/12}}.
- - Похідні терміни — півтон (1/2 тону, напр. сі-до), тритон (3 тони, напр. сі—фа), чвертьтон (застосовується в мікрохроматиці) і т. д.

Інтервал цілий тон з точки зору математики і музичної акустики не має однієї-єдиної і константної величини. Математико-акустичні значення цілого тону обчислюються в залежності від конкретного музичного ладу.
У рівномірно темперованому строю частоти двох тонів співвідносяться як {\displaystyle 1:{\sqrt[{6}]{2}}}. У Піфагорійському строю цілий тон виражається відношенням 8:9. Складені разом, два таких цілих тони дають дитон 64:81.
В теорії музики, що орієнтується на західноєвропейську традицію, цілий тон визначається по відношенню до звукорядам того чи іншого інтервального роду; наприклад, в будь-якому пентатонічному звукоряді музикознавці налічують три цілих тону, в октавних діатонічному — п'ять цілих тонів, і т. д., без урахування їх «фізичної» величини.